# Davilla neei
Davilla neei är en tvåhjärtbladig växtart som beskrevs av Aymard. Davilla neei ingår i släktet Davilla, och familjen Dilleniaceae. Inga underarter finns listade i Catalogue of Life.